# Великий Флот
Великий Флот — головний флот Британських Королівських ВМС протягом Першої світової війни.

## Історія

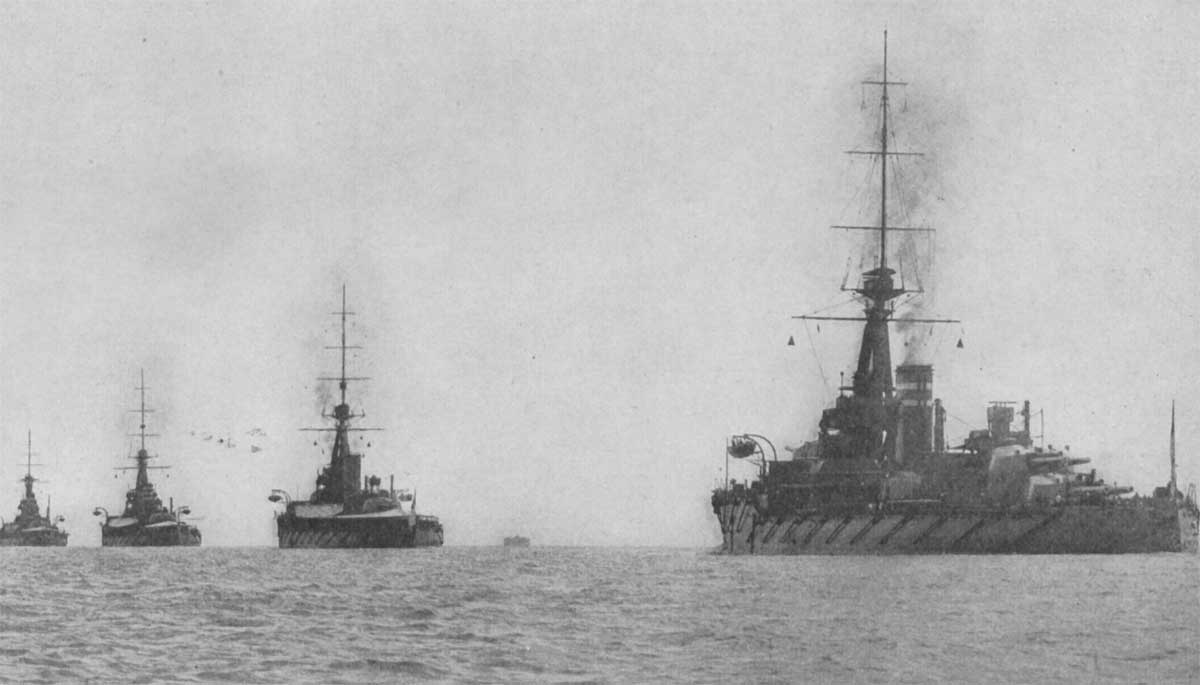
2-га бойова ескадра Великого Флоту у 1914 році. Кораблі зліва на право:,, і.

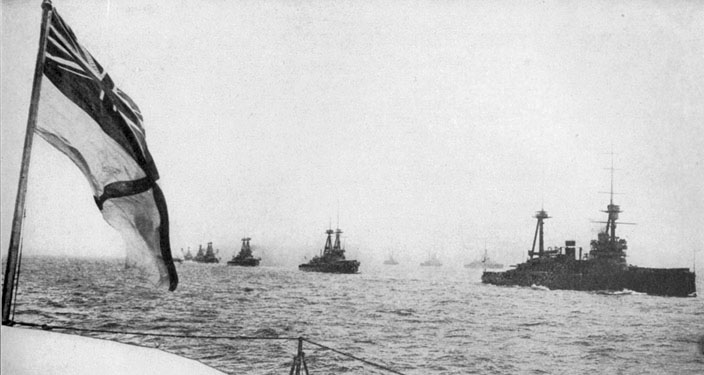
Великий Флот пливе в паралельних колонах протягом Першої світової війни

Він був сформований у серпні 1914 року з Першого Флоту та елементів Другого Флоту Домашнього Флоту і він включив до свого складу 35–40 найкращих великих кораблів.  Спочатку ним командував Адмірал Сер Джон Джелліко. Його наступником став Адмірал Девід Бітті у 1916 році.
Великий Флот спочатку базувався у Скапа-Флоу на Оркнейських островах і пізніше у Росайті на Ферт-оф-Форт і брав участь у найбільшій морській битві протягом війни – Ютландській.
У квітні 1919 року Великий Флот був розформований, а більша частина його сформувала новий Атлантичний флот.

## Бойовий порядок
Для одночасного знаходження у морі всього Великого Флоту не було можливості, адже кораблі потребували забезпечення та ремонту.  Для переліку кораблів які були у складі Великого Флоту у період Ютландської битви у травні 1916 року, дивіться статтю Бойові порядки у Ютландській битві.  Бойовий порядок Великого Флоту наприкінці війни з'явився у Військово-морському наказі від 24 жовтня 1918 року.
Актуальна сила флоту змінювалась протягом війни, оскільки будувались нові кораблі та деякі старі були затоплені, але кількість кораблів неухильно зростала з часом війни і міра переваги над Німецьким флотом зростала разом з нею. Після приєднання Сполучених Штатів до війни, Дев'ята Дивізія Лінкорів США була приєднана до Великого Флоту, як Шоста Бойова Ескадра, додавши чотири, а пізніше п'ять, дредноутів.

## Зовнішні посилання
- Великий Флот [Архівовано 8 грудня 2006 у Wayback Machine.]
- Історія Королівських ВМС